# Dykflaska

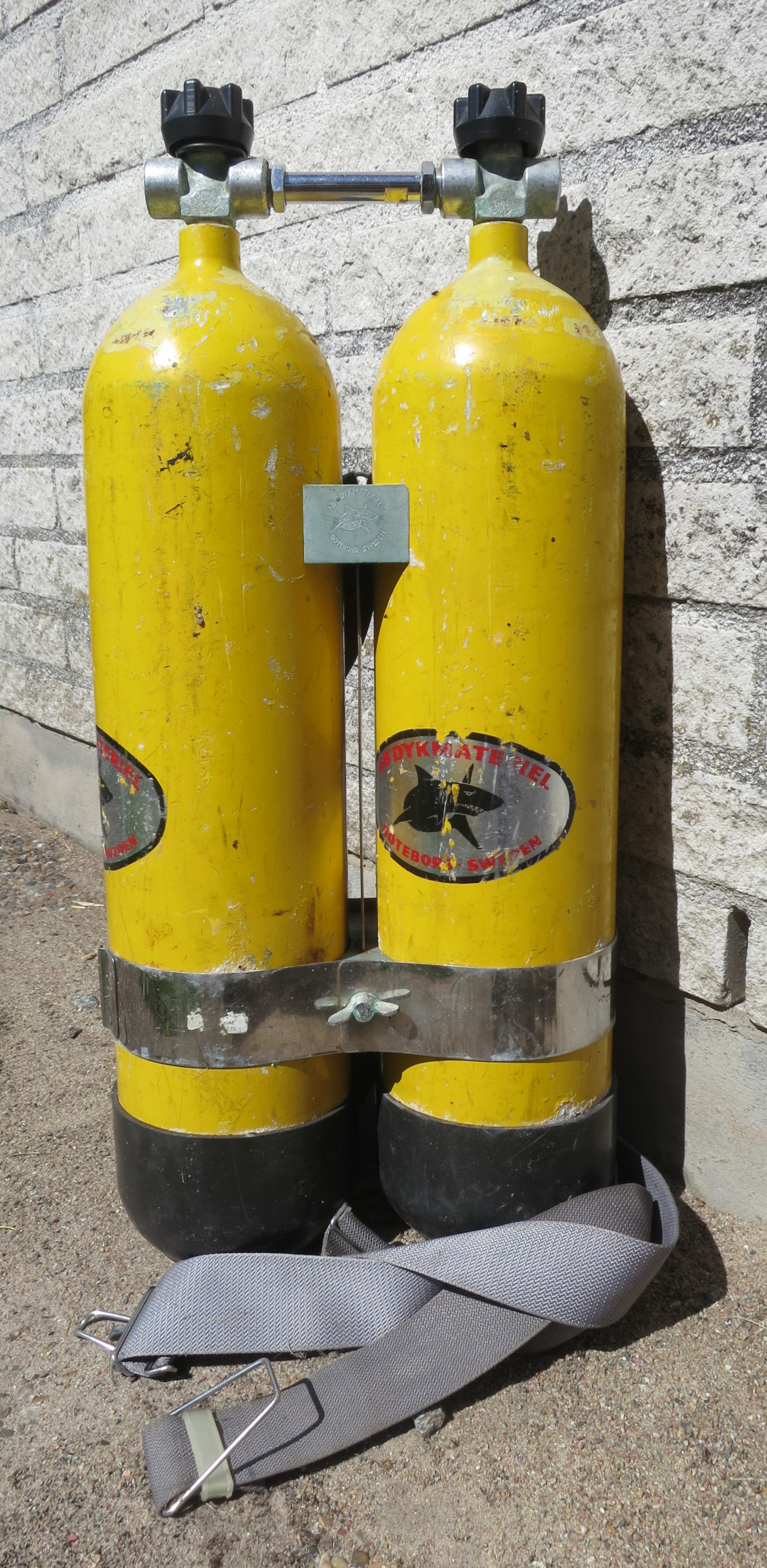
Dykflaskor 2*7 liter, 200 bar, av det svenska företaget AB Dykmateriel.

Dykflaska är en behållare som innehåller komprimerad luft eller en helium-mix (trimix, heliox etc.) för att dykaren ska kunna andas under vatten. Dessa gasflaskor är försedda med en kran för att kunna reglera luftflödet.

## Volym och tryck
Flaskorna förekommer i olika storlekar. I Europa anger man flaskans volym när den är tom, medan man i USA anger hur stor volym det är möjligt att pressa in i den. I Sverige är de vanligaste flaskstorlekarna: 8, 10, 12 och 15 liter. Även dubbelflaskor förekommer, till exempel 2*4, 2*6 och 2*10 liter.
Flaskorna är vanligen konstruerade för att tåla gastryck upp till 200 eller 300 bar (I USA är 2250 resp. 3000 psi vanligast).

## Material
Materialet som dykflaskorna är gjorda av är oftast metall, antingen aluminium eller stål, men det förekommer också dykflaskor i kolfiber. I Sverige är stålflaskor vanligast eftersom man då behöver mindre vikt på viktbältet och stål har högre slitstyrka. Aluminiumflaskor är vanligare i varma, fuktiga klimat då de motstår korrosion bättre.
Alla dykflaskor måste uppfylla krav som fastställts av respektive lands kontrollmyndighet. I Sverige är det Arbetarskyddsstyrelsen som anger kraven. Detta innebär bl.a. att flaskan skall provtryckas med jämna mellanrum. Vidare kräver i Sverige Arbetsmiljöverket att viss information finns stämplad vid flaskans hals. Flaskan skall vara märkt med provtryck, maximalt arbetstryck, serienummer, datum för tryckprovning, gastyp, volym och besiktningsmannens stämpel.

## Jämförelse av flasktyper
| Flasktyp  | Tryck   | Total volym* | Vikt på land | Vikt på land | Lyftkraft i vattnet | Lyftkraft i vattnet |
| --------- | ------- | ------------ | ------------ | ------------ | ------------------- | ------------------- |
|           |         |              | Tom          | Full         | Tom                 | Full                |
| Stål      |         |              |              |              |                     |                     |
| 12 liter  | 200 bar | 2335* liter  | 16 kg        | 19 kg        | -1,2 kg             | -4,3 kg             |
| 15 liter  | 200 bar | 2919* liter  | 20 kg        | 23,8 kg      | -1,4 kg             | -5,2 kg             |
| 2x7liter  | 200 bar | 2724* liter  | 19,5 kg      | 23 kg        | -2,0 kg             | -5,6 kg             |
| 8 liter   | 300 bar | 2160* liter  | 13 kg        | 16 kg        | -3,5 kg             | -6,5 kg             |
| 10 liter  | 300 bar | 2700* liter  | 17 kg        | 20,8 kg      | -4,0 kg             | -7,8 kg             |
| 2x4 liter | 300 bar | 2160* liter  | 15 kg        | 18 kg        | -4,0 kg             | -7,0 kg             |
| 2x6 liter | 300 bar | 3240* liter  | 21 kg        | 25,6 kg      | -5,0 kg             | -9,6 kg             |
| Aluminium |         |              |              |              |                     |                     |
| 9 liter   | 203 bar | 1778* liter  | 11,5 kg      | 14,5 kg      | +1,8 kg             | -0,5 kg             |
| 11 liter  | 203 bar | 2173* liter  | 14,4 kg      | 17,5 kg      | +1,8 kg             | -0,7 kg             |
| 13 liter  | 203 bar | 2568* liter  | 17,1 kg      | 20,3 kg      | +1,4 kg             | -1,7 kg             |

Total volym* = Den allmänna gaslagen bygger på antagandet om en ideal gas. Detta antagande stämmer bra för luft vid relativt låga tryck, men avviker mer och mer vid högre tryck på grund av kompressibilitet. Vid 200 bar är därför den faktiska totalvolymen ca 2,7% lägre och vid 300 bar hela ca 10% lägre än det teoretiskt beräknade värdet.

## Kran

Regulator med DIN och Yoke-cylinderanslutning.

Yoke-flaska anslutning enligt ISO 12209-3 i snitt.

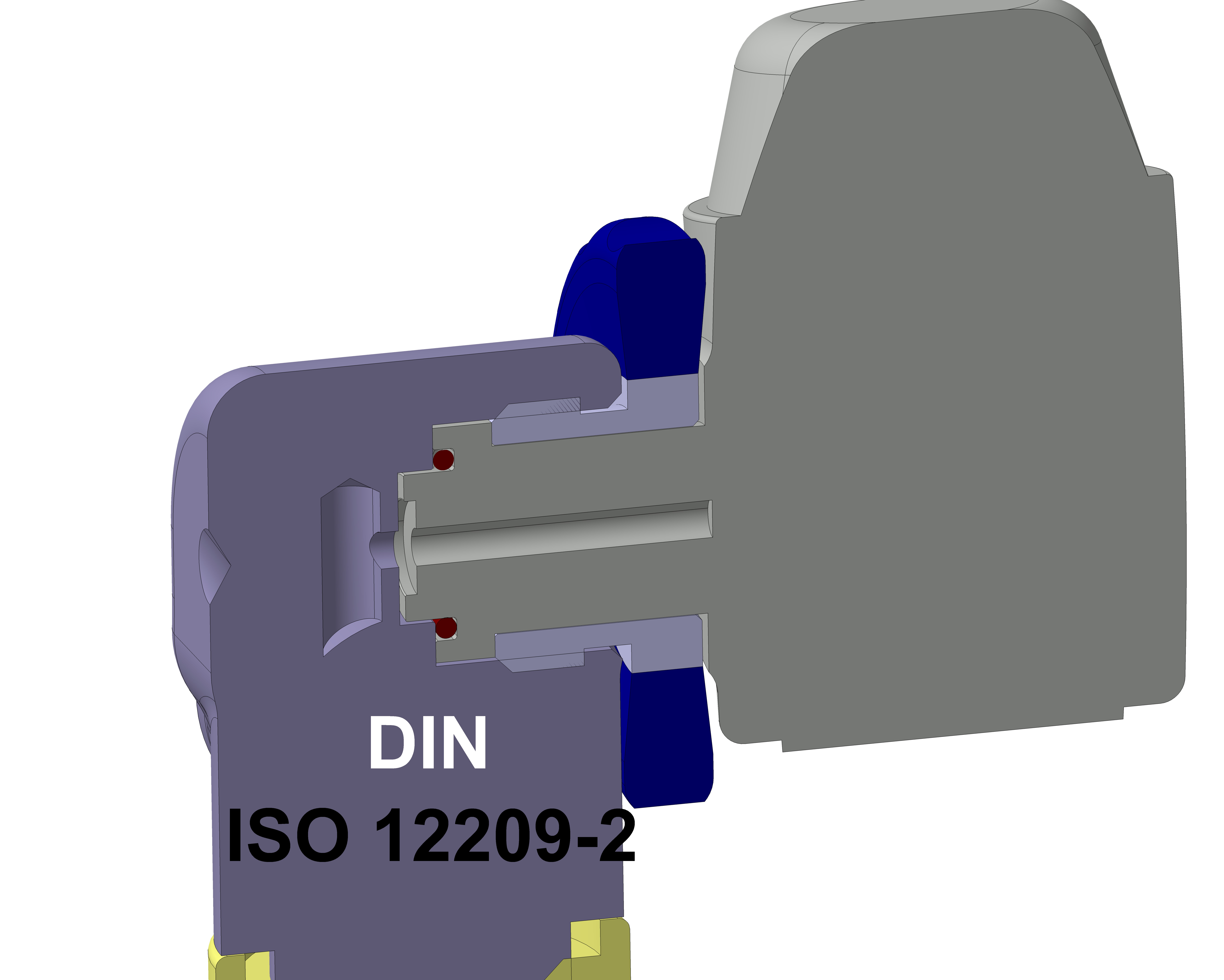
DIN-flaska anslutning enligt ISO 12209-2 i snitt.

Överst på dykflaskan sitter en ventil (kran) monterad. Denna är nästan alltid av förkromad mässing. Kranar finns med eller utan reservmekanism. Reservmekanismen är en fjäder som slår till om flasktrycket sjunker till mellan 40 och 100 bar, beroende på vilken flaska man använder. Dykaren upplever detta som ett ökat andningsmotstånd och kan då dra ned en dragstång som upphäver fjäderbelastningen, vilket ger dykaren tid att ta sig till ytan innan luften tar helt slut.
Ibland har vissa flaskor en extra säkerhet genom att ha ett sprängbleck monterat i flaskkranen. Om flasktrycket då skulle bli för högt sprängs blecket istället för hela flaskan, varigenom trycket försvinner. De flesta flaskor som säljs i Sverige saknar sprängbleck.
Det finns två internationella standarder vad gäller kopplingen mellan regulator och dykkranar: yoke-koppling resp. DIN-koppling. Yoke-kopplingen är den vanligaste typen av koppling där regulatorn sätts fast med en bygel. Med DIN-kopplingen (Deutsche Industrie-Norm) däremot skruvas regulatorn fast i kranen. DIN-kopplingen förekommer mest i Europa och är godkänd för högre tryck än Yoke-kopplingen.

## O-ring
Alla dykkranar måste ha en O-ring som tätar i kopplingen mellan regulator och kran. I Yoke-kopplingen sitter den i kranen, medan den för DIN-koppling befinner sig i regulatorn. Dykaren måste alltid kontrollera att O-ringen sitter kvar före dyk, annars går det inte att dyka eftersom anslutningen då inte kommer att vara tät.

## Luftfyllning
Dykflaskan fylls på med komprimerad luft vid en godkänd fyllningsstation. Flaskan fylls med torr luft för att undvika korrosion på flaskans insida. Flaskan fylls vanligen med vanlig komprimerad luft. Den får aldrig fyllas med ren syrgas om den, kranar och o-ringar inte är absolut rena och syrgasanpassade. Att rengöra och syrgasanpassa en flaska med tillbehör så att de kan användas till gasblandningar med hög syrehalt är en procedur som kräver erforderlig kunskap. Sådan kunskap lärs ofta ut på så kallade "gas blender"-utbildningar.

## Hantering
1. Dykflaskor lagras stående när de inte används, men liggande under transport för att förhindra skador på flaskorna eller andra om de skulle välta.
2. Dykflaskan skall liksom all dykutrustning undanhållas från solljus samt sköljas i sötvatten efter dyket.
3. Kranen får aldrig dras åt för hårt.
4. Flaskan får aldrig tömmas helt. Rekommendationen är att låta 10-20 bar finnas kvar för att hindra fukt från att komma in.
5. Låt en behörig person göra en introspektion (visuell granskning invändigt) av flaskan minst en gång om året. Detta görs med en speciell belysning då flaskan är helt tömd på luft. Efter inspektion sätts en speciell dekal med datum och år på flaskan.
6. Vart femte år skall flaskan gå igenom revisionsbesiktning. Flaskan skall då provtryckas för att se om det finns tecken på skador eller utmattning. När en flaska har blivit godkänd på besiktningen stämplas datumet för besiktningen vid flaskans hals. Fyllningsstationer vägrar att fylla flaskor som inte har gällande revisionsbesiktningsdatum.